# سیارک ۲۴۳۳
سیارک ۲۴۳۳ (به انگلیسی: 2433 Sootiyo، نامگذاری:1981GJ) دو هزار و چهارصد و سی و سومین سیارک کشف شده‌است که در ۵ آوریل ۱۹۸۱ کشف شد.
قدر مطلق سیارک برابر ۱۱٫۸۰ است.